# 임수정 (씨름 선수)
임수정(1985년 5월 1일 ~ )은 한국의 씨름 선수다. 별명은 여자 이만기로 불린다.

## 씨름 선수 경력
2006년 생활체육으로 씨름에 입문하였다.
2009년 초대 여자 천하장사를 하였고, 2대, 5대, 6대, 7대, 9대, 13대, 14대 총 8번의 천하장사를 하였다.국화장사 20번을 하였고, 2024년 전국체전 금메달을 획득하며 개인통산 100회 우승을 달성하였다.

## 카바디 선수 경력
2010년 광저우 아시안 게임 국가대표로 선발되었다.

## 씨름 지도자 경력
2025년부터 영동군청씨름단에서 플레잉코치로 활동하고 있다.